# Not On Our Watch
A Not On Our Watch (Amire nem figyelünk) alapítványt azzal a céllal hozta létre George Clooney az Ocean's Eleven-beli színésztársaival, Don Cheadle-lel, Matt Damonnal, Brad Pitt-tel, valamint Jerry Weintraub producerrel és David Pressman emberi jogi ügyvéddel, hogy felhívja a figyelmet a világban zajló súlyos válságokra, az emberi jogok meggyalázására, és pénz gyűjtsön ezek áldozatainak megsegítésére. A dárfúri polgárháborús áldozatok támogatására eddig már több millió dollárt utaltak át.
Tevékenységük másik fő helyszíne Burma. A Nargis hurrikán május elején csapott le Burmára, és 2,4 millió ember életét veszélyeztette. Több mint 134 ezren haltak meg vagy tűntek el.